# Encalypta capillata
Encalypta capillata är en bladmossart som beskrevs av Christian Schkuhr 1811. Encalypta capillata ingår i släktet klockmossor, och familjen Encalyptaceae. Inga underarter finns listade i Catalogue of Life.